# Viktoria Rebensburg
Viktoria Rebensburg (Tegernsee, Baviera, Alemanha 4 de outubro de 1989), é uma esquiadora alemã de esqui alpino.
Nos Jogos Olímpicos de Inverno de 2014 ela ganhou a medalha de bronze na prova do Slalom gigante.